# 취리히 노면전차
트램은 스위스 취리히의 대중교통에 중요한 기여를 하고 있다. 트램망은 대부분의 도시 지역을 연결한다. 도시 트롤리버스와 버스 노선뿐만 아니라 두 개의 강삭철도와 하나의 랙 철도와 함께, 취리히 S-반의 내부 구간을 보완하며, 시내에서 대중교통의 중추이다. 트램과 기타 도시 교통 수단은 지역 철도와 버스 서비스를 포함하는 주 대중교통 기관인 취리히 교통망(ZVV)이 제공하는 요금 제도 내에서 운영된다.
도시의 트램은 도시 내 트램 인프라도 관리하는 취리히 교통공사(VBZ)가 운영하지만, 도시의 트램 트랙은 다른 두 개의 노선에서도 사용된다. 글라탈반 트램은 도시 트램 서비스와 도시 상호 작용의 북쪽에 있는 글라탈 지역으로 운행되며 VBZ에서도 운행하지만, 이 경우 글라탈 운수(VBG)의 하청업체로 운영된다. 독립적인 포어히반(FB) 경전철의 열차는 또한 도시의 트램 노선을 사용하여 도심 종점에 도달한다.
트램은 1880년대 이후 취리히의 거리 풍경에서 일관되게 존재해 왔으며, 그때 최초의 말이 끄는 트램이 운행되었다. 1890년대부터 전철화가 진행되었고, 트롤리버스와 지하철, U-반으로 교체하는 제안을 포함한 어려움을 겪었다. 1930년대부터 1970년대 후반까지 비교적 정적인 도시망과 함께, 도시의 전차는 그 이후로 다시 확장되었다. 최근의 확장은 네트워크를 도시 경계를 넘어 교외로 가져왔고, 20세기 전반에 후퇴한 지역을 커버하고 있다. 도시 트램망 자체에 대한 추가 확장이 승인되었으며, 리마트 계곡에 새로운 경전철 시스템이 도입되어 도시 트램과 상호 작용할 것이다.

## 역사
취리히에 트램을 도입하는 다양한 프로젝트가 1860년대 이후에서 제안되었다. 그러나 1882년까지는 첫 번째 트램이 도시에서 운행되었다. 이 최초의 전차는 민간 회사인 ZstG(Zurcher Strassenbahn Geselschaft)에 의해 운영되었으며, 표준 궤간과 마차였다.
1888년 스위스 최초의 전기 트램웨이(브베-몽트뢰-시용 트램웨이)가 개통했고, 1894년에는 또 다른 민간 기업인 엘렉트리슈 스트라센반 취리히(EStZ)가 미터궤를 운영하기 시작했다. ESTZ는 취리히시에 의해 인수되기 전까지 2년 밖에 살아남지 못했고, 취리히시는 이 지역을 슈테티쉬 슈트라센반 취리히(StStZ)로 개명했다. 이듬해 ZStG의 전차가 인수되었다.
이어 트램웨이 회사가 설립되었다, 일부는 도시 내에서 전적으로 운영, 일부는 가까운 교외와 도시를 연결했고, 일부는 완전히 도시를 넘어 시골 지역에서 운행했다. 하지만 여전히 도시에 다른 라인과의 연결되어 있었다. EStZ와 마찬가지로 이 모든 라인은 전철화되어 미터궤에 맞춰 건설되었다. StStZ는 대규모 도시 운행을 하는 회사들을 점차 인수했다. 보통 국경을 넘는 노선을 폐쇄하고, 도시 너머의 노선들은 완전히 자치 기구에 맡겼다.

## 운행

### 노선망
다음 트램 노선은 도시 및 글라탈반 노선망을 구성한다:
| 노선 | 설명 (이탤릭체로 표시된 노선의 일부는 글라탈반 선로에 있다.) |
| ---- | --- |
| 2    | 티펜브루넨역 - 벨뷰 - 뷔르클리플라츠 - 파라데플라츠 - 슈타우파허 - 알비스리더플라츠 - 팝호프 - Schlieren Geissweid                                                                                        |
| 3    | 클루스플라츠 - 뢰머호프 - 쿤스트하우스 - Central - 취리히 HB - 슈타우파허 - 알비스리더플라츠 - 알비스리덴                                                                                                 |
| 4    | 티펜브루넨역 - 벨뷰 - Central - 취리히 HB - 에셔-비스-플라츠 - 알트슈테텐 |
| 5    | (라우베크-) 엥게역 - 뷔르클리플라츠 - 벨뷰 - 쿤스트하우스 - 키르헤 플루테른 ㅌ(- 동물원) |
| 6    | Werdhölzli - 에셔-비스-플라츠 - 취리히 HB - Central - ETH/대학 병원 - 키르헤 플룬테른 - 동물원 |
| 7    | 슈테트바흐역 - 슈바멘딩어플라츠 - 밀히부크 - 샤프하우젠플라츠 - Central - 취리히 HB - 파라데플라츠 - 엥게역 - 볼리스호펜                                                                                  |
| 8    | 하르트루름 - 에셔-비스-플라츠 - 하르트브뤼케역 - 하르트플라츠- 슈타우파허 - 젤나우역 - 파라데플라츠 - 뷔르클리플라츠 - 벨뷰 - 슈타델호펜역 - 크로이츠플라츠- 뢰머호프 - 클루스플라츠)                     |
| 9    | 히르첸바흐 - 슈바멘딩거플라츠 - 밀히부크 - 자일반 리기블리크 - ETH/대학 병원 - 쿤스트하우스 - 벨뷰 - 뷔르클리플라츠 - 파라데플라츠 - 슈타우파허 - 호이리트(- 트리믈리)                                    |
| 10   | (알비스귀틀리 - 라우베크 - 엥게역 - 파라데플라츠 -) 취리히 HB - Central - ETH/대학병원 - 자일반 리기블르크 - 밀히부크 - 슈테르넨 욀리콘 - 욀리콘 동역 - 글라트파크 - 글라트브루크 - 취리히 플루크하펜역   |
| 11   | 레할프 - 크로이츠플라츠- 취리히 슈타델호펜 - 벨뷰 - 뷔르클리플라츠 - 파라데플라츠 - 취리히 HB - 샤프하우젠플라츠 - 부히에크플라츠- 욀리콘역 - 슈테르넨 욀리콘 - 메세/할렌슈타디온 - 글라트파크 - 아우첼크 |
| 12   | 취리히 플루크하펜역 - 글라트브루크 - 글라트파크 - 아우첼크 - 발리젤렌 - 클라트첸트룸 - 슈테트바흐역 |
| 13   | 알비스귀틀리- 라우베크 - 엥게역 - 파라데플라츠 - 취리히 HB - 에셔-비스-플라츠 - 마이어호프플라츠 - 프란켄탈                                                                                               |
| 14   | 제바흐 - 슈테르넨 욀리콘 - 밀히부크 - 샤프하우저플라츠 - 취리히 HB - 슈타우파허 - 호이리트 - 트리믈리 |
| 15   | 취리히 슈타델호펜 - 벨뷰 - Central - 샤프하우저플라츠 - 부히에크플라츠 |

## 같이 보기
- 취리히 트롤리버스